# マリエ・ディグビー
マリエ・ディグビー （Marié Digby 本名：Marié Christina Digby、1983年4月16日 - ）はアメリカ人の女性歌手、シンガーソングライター、ピアニスト、ギタリスト。愛用のギターはギブソン・ハミングバード。

## 来歴

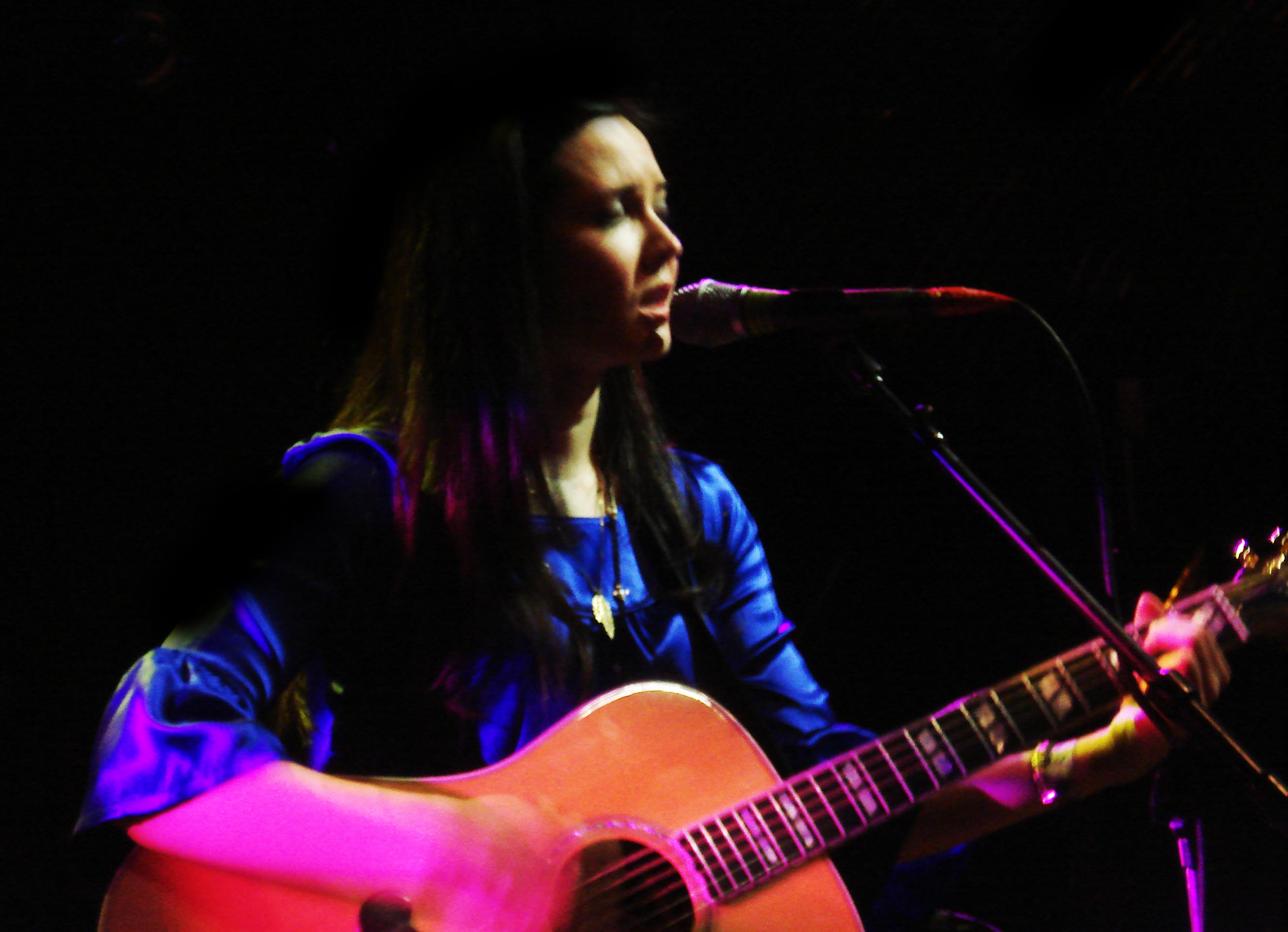
ロサンゼルスのナイトクラブで歌うマリエ・ディグビー

父親がアイルランド系アメリカ人で母親が日本人のハーフ。ニューヨーク州のニューヨーク市で三姉妹の長女として産声を上げる（二人の妹の名はナオミとエリナ）。その後、カリフォルニアのロサンゼルスに移住。幼い頃からクラシック・ピアノを習い、作曲は高校に通っていた15歳の頃から始める。その後カリフォルニア大学バークレー校に進学。大学では哲学を専攻する。大学在学中の2004年に自作曲の「ミス・インヴィジブル」でパンテーン社主催のソング・ライティング・コンテストに応募し優勝。ハリウッド・レコードと契約する。なお、その時の賞金は5000ドル。
その後も精力的にライブハウスでの演奏活動を続けるが、契約後もあまり変化の無い毎日に苛立ちを覚え、「ハリウッド・レコードが売り込んでくれないのなら、自分でやってみよう」と、YouTubeへの動画投稿を始める。2007年にリアーナの大ヒット曲「アンブレラ」のアコースティック版を自宅でカヴァー歌唱・演奏した動画をYouTubeに投稿した結果、閲覧数が770万を越す人気動画となる。
マリエ・ディグビー版「アンブレラ」はロサンゼルスのローカルFM局STAR 98.7で頻繁にプレイされるようになり、MTVのリアリティ番組『The Hills』シーズン3の第1話でも取り上げられた。「アンブレラ」はその後も注目を集め、シングル曲としてiTunes、Amazon MP3 Store、Walmart MP3 Downloadsなどで発売されるに至った。
また、リンキン・パークの「ワット・アイヴ・ダン」のアコースティック・カヴァー版もデジタル販売されている。
2008年11月に放送された『ヤング・スーパーマン』シーズン7の第7話のラストシーンで「Spell」が使用され、同12月にはABC Family局のクリスマス向けテレビ映画『Holiday in Handcuffs』で「Bring Me Love」が使用された。なお、『ヤング・スーパーマン』では、カーラ・ケントが携帯電話で「Say It Again」を再生しているシーンもある。
YouTubeでは他のアーティストのカヴァー曲のほか、自身のオリジナル曲のミュージック・ビデオ、各種イベントや日本からのビデオ便りなどの投稿を続けている。

## ディスコグラフィー

### シングル
|     | タイトル      | 発売日        |
| 1st | Umbrella      | 2007年        |
| 2nd | Bring Me Love | 2007年12月4日 |
| 3rd | Say It Again  | 2008年1月18日 |
| 4th | Avalanche     | 2009年        |
| 5th | Symphony      | 2009年        |

### アルバム
|     | タイトル                                               | 発売日                     | 備考                      |
| 1st | Unfold／アンフォールド                                 | 2008年4月8日 2008年8月6日  | 全米アルバムチャート29位  |
| 1.5 | Second Home／セカンド・ホーム                          | 2009年3月4日               | 日本限定の企画アルバム    |
| 2nd | Breathing Underwater／ブリージング・アンダーウォーター | 2009年9月8日 2009年6月24日 | 全米アルバムチャート183位 |